# Томарино
Томарино (укр. Томарине) — село в Бериславском районе Херсонской области Украины.
Почтовый индекс — 74340. Телефонный код — 5546. Код КОАТУУ — 6520686901.

## Население
Население по переписи 2001 года составляло 912 человек.

### Языковой состав
Родной язык населения по данным переписи 2001 года:
| Язык       | Численность, чел. | Доля     |
| ---------- | ----------------- | -------- |
| Украинский | 836               | 91,67 %  |
| Русский    | 73                | 8,00 %   |
| Другое     | 3                 | 0,33 %   |
| Итого      | 912               | 100,00 % |

## Местный совет
74340, Херсонская обл., Бериславский р-н, с. Томарино, ул. Бериславская, 8

## Административная реформа
До административно-территориальной реформы в селе размещался центр Томаринского сельского совета. В июле 2018 года, в рамках реформы была создана Шляховская сельская община, которая включила в себя сёла Урожайненского, Томаринского и Раковского сельских советов.
В июне 2020 года, распоряжением Кабмина Украины в рамках административно-территориальной реформы община была ликвидирована, все населенные пункты, включая Томарино, вошли в состав Бериславской городской общины.